# Marmosops impavidus
Marmosops impavidus é uma espécie de marsupial da família Didelphidae. Pode ser encontrada na Bolívia, Brasil, Peru, Equador, Colômbia e Venezuela.